# Flörsbachtal
Flörsbachtal est une municipalité allemande située dans le land de la Hesse et l'arrondissement de Main-Kinzig, au centre du parc naturel du Spessart.
Elle est composée des villages :
- Flörsbach
- Kempfenbrunn
- Lohrhaupten
- Mosborn

## Source
- (de) Cet article est partiellement ou en totalité issu de l’article de Wikipédia en allemand intitulé « Flörsbachtal » (voir la liste des auteurs).